# Cadrema pallida
Cadrema pallida är en tvåvingeart som först beskrevs av Friedrich Hermann Loew 1866.  Cadrema pallida ingår i släktet Cadrema och familjen fritflugor. Inga underarter finns listade i Catalogue of Life.